# 李华华
李华华（1962年10月29日—），中国女子击剑运动员。她曾参加1984年和1988年夏季奥运会击剑比赛，还曾获得1986年亚洲运动会女子花剑个人金牌。
退役后，她移居加拿大，2011年在安大略省列治文山开了一家击剑俱乐部。